# Психурей
Психурей (рос. Псыхурей) — село у Баксанському районі Кабардино-Балкарії Російської Федерації.
Орган місцевого самоврядування — сільське поселення Психурей. Населення становить 2399 осіб.

## Історія
Згідно із законом від 27 лютого 2005 року органом місцевого самоврядування є сільське поселення Психурей.

## Населення
| 2002  | 2010  | 2012  | 2013  | 2014  | 2015  | 2016  |
| ----- | ----- | ----- | ----- | ----- | ----- | ----- |
| 2390  | ↗2399 | ↘2392 | ↗2412 | ↗2413 | ↗2442 | ↗2444 |
| 2017  | 2018  | 2019  | 2020  |       |       |       |
| ↗2461 | ↗2490 | ↗2496 | ↗2533 |       |       |       |